# Article 27 de la Charte canadienne des droits et libertés
L'article 27 de la Charte canadienne des droits et libertés est un des articles sous la rubrique Dispositions générales de la Charte des droits de la Constitution du Canada ; tout comme les autres articles des Dispositions générales, il aide à l'interprétation des droits présents ailleurs dans la Charte. L'article 27 consacre la « reconnaissance officielle » de ce que plusieurs considèrent comme une valeur canadienne, c'est-à-dire le multiculturalisme.

## Origines historiques
Au Canada, une politique biculturelle avait été adoptée en 1971 à la suite de la Commission royale d'enquête sur le bilinguisme et le biculturalisme, un organisme gouvernemental créé en réponse aux doléances de la minorité francophone du Canada (concentrée dans la province de Québec). Le rapport de la Commission préconisait que le gouvernement canadien reconnaisse le Canada comme une société bilingue et biculturelle et adopte des politiques pour préserver ce caractère.
Le biculturalisme a été combattu par les communautés de minorités ethniques non-françaises, en particulier la communauté ukrainienne du Canada, laquelle est de taille considérable dans les provinces de l'Ouest, et par d'autres communautés ethniques d'origine européenne. En 1973, le gouvernement a formé le Conseil consultatif canadien sur le multiculturalisme (CCCM) pour consulter les dirigeants des communautés ethnoculturelles. Les communautés elles-mêmes ont organisé un groupe de coordination en 1980 pour faire pression sur le gouvernement appelé le Conseil ethnoculturel du Canada, dirigé par le Dr Leonardo Leone du Congrès national des Italo-Canadiens. Ces groupes ont fait pression pendant les débats constitutionnels pour l'inclusion de ce qui est finalement devenu l'article 27. Avocat et futur maire d'Edmonton et chef du Parti libéral de l'Alberta, Laurence Decore a été à la tête du CCCM de 1980 à 1983 et est parfois crédité comme rédacteur principal de l'article 27.

## Texte
« 27. Toute interprétation de la présente charte doit concorder avec l'objectif de promouvoir le maintien et la valorisation du patrimoine multiculturel des Canadiens. »

— Article 27 de la Charte canadienne des droits et libertés

## Aspects sociopolitiques
Bien que les discours critiques au sujet du multiculturalisme mettent souvent l'article 27 de la Charte canadienne en opposition avec la laïcité telle qu'elle est connue au Québec, il faut savoir que l'article 27 à lui seul est globalement impuissant pour protéger les droits des minorités de porter des signes religieux, de s'exprimer dans une langue minoritaire ou de défendre leurs intérêts par le biais d'associations, car ce n'est qu'une disposition interprétative qui n'a aucun pouvoir contraignant pour un juge.
Sur le plan strictement juridique, la véritable source des droits des minorités  est l'article 2 de la Charte, de même que l'article 15 de la Charte, et non pas l'article 27. Ce n'est donc pas le multiculturalisme, mais plutôt la liberté de religion, la liberté d'association, la liberté d'expression et le droit à l'égalité qui peuvent potentiellement entrer en conflit avec une vision unitaire de la Nation qui limiterait l'autonomie culturelle et religieuse des minorités face à la majorité.